# Châteaux d'Ancône

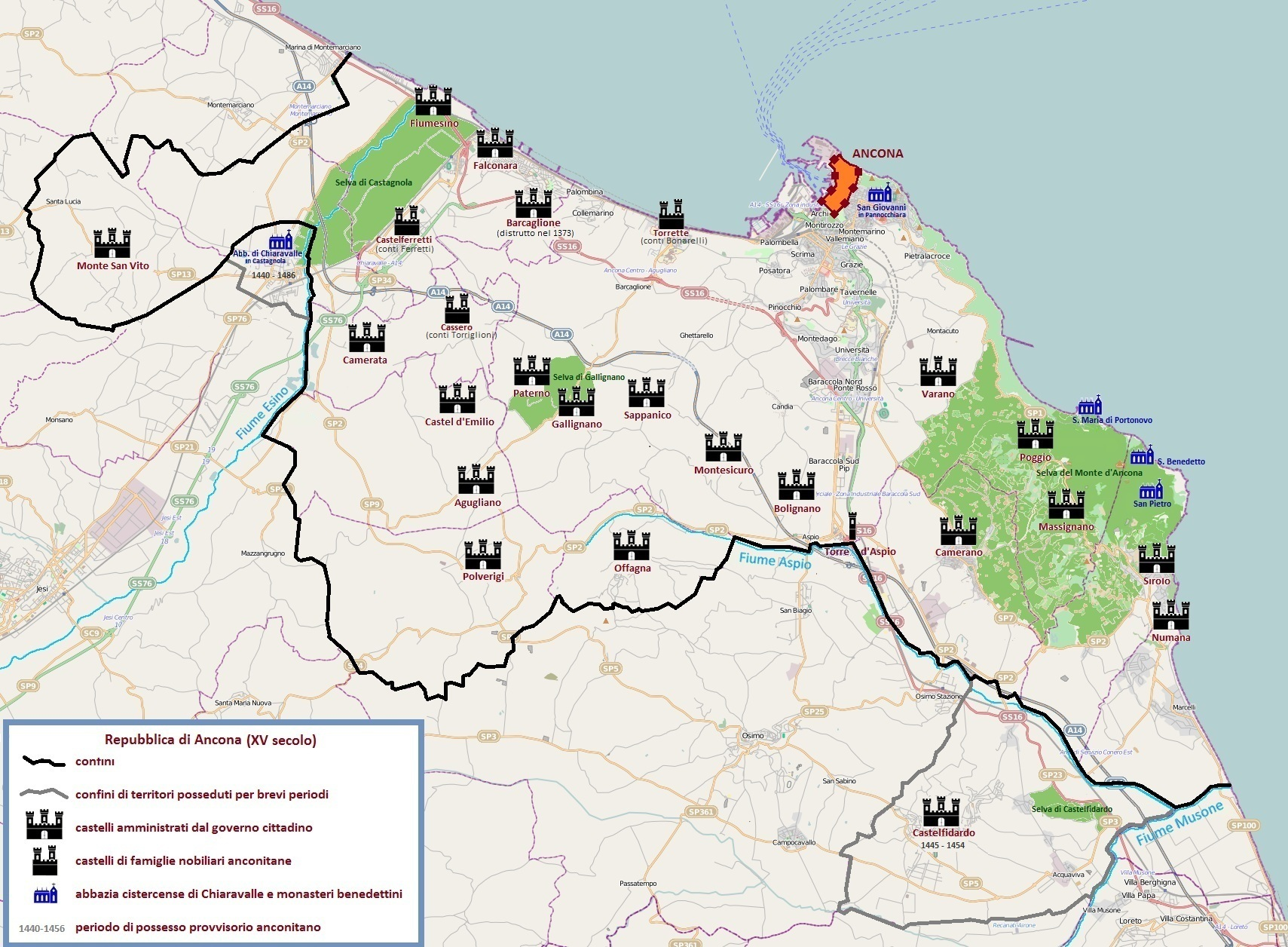
République d'Ancône au XVe siècle : frontières, châteaux, monastères, forêts.

Les châteaux d'Ancône sont un ensemble de fortifications construites ou acquises par la République d'Ancône.
Les frontières de la république maritime d'Ancône, au moment de son extension maximale, étaient généralement : au nord-ouest le fleuve Esino, au nord-est la mer Adriatique, au sud les fleuves Aspio et Musone. La frontière nord-ouest se trouvait plus précisément à Case Bruciate (devenu Marina di Montemarciano).

## Description
Le système défensif de la République d'Ancône était composé de vingt châteaux :
- Six avaient pour tâche de défendre la frontière d'Esino : Monte San Vito, Fiumesino, Cassero et Camerata, Castel d'Emilio, Falconara Marittima.
- Cinq étaient des postes de garde à la frontière d'Aspio : Agugliano, Polverigi, Offagna, Bolignano et Camerano.
- Cinq servirent à défendre le Mont Conero et sa côte : Poggio, Massignano, Varano, Sirolo et Numana.
- Quatre châteaux étaient destinés à défendre la zone centrale de la République : Paterno, Sappanico, Gallignano, Montesicuro ; la ligne qu'ils formaient servait de connexion entre la ligne sud de l'Aspio et la ligne nord de l'Esino, ainsi que de défense directe d'Ancône.

D'autres fortifications ont été construites pour soutenir les principaux châteaux ; parmi ceux-ci : Candia, le Torrette, Montacuto et Barcaglione.
Le centre de Castelfidardo, pour des raisons défensives, demanda au pape Eugène IV, en 1445, de devenir un château d'Ancône ; ce qu'il fut jusqu'en 1454.